# Hawk Springs State Recreation Area
Die Hawk Springs State Recreation Area ist ein Erholungsgebiet im Osten des US-Bundesstaates Wyoming, rund 10 Kilometer von Nebraska entfernt im Goshen County. Es liegt am Hawk-Springs-Stausee und wird von der Wyoming Division of State Parks and Historic Sites geführt. Am Stausee haben sich eine Kolonie Kanadareiher sowie verschiedene Arten von Entenvögeln wie Blau- und Grauflügelenten, Schnatterenten, Brautenten und Spießenten angesiedelt.

## Geschichte
Das Gebiet um den Hawk-Springs-Stausee wurde von Besuchern stark frequentiert. Das Wyoming Game & Fish Department begann regulierend einzugreifen und stellte Picknicktische und Grillplätze, eine Bootsrampe und zwei Toiletten zur Verfügung. 1987 stimmte die Wyoming Recreation Commission zu, die Aufsicht über die somit gegründete Hawk Springs State Recreation Area am Ufer des Stausees zu übernehmen, während das Wyoming Game & Fish Department weiterhin für die Wassernutzung und die Fischbestände zuständig ist.